# Campeonato Mundial de Halterofilia de 1906
El IX Campeonato Mundial de Halterofilia se celebró en Lille (Francia) el 18 de marzo de 1906 bajo la organización de la Federación Internacional de Halterofilia (IWF) y la Federación Francesa de Halterofilia.
En el evento participaron 33 halterófilos de 4 federaciones nacionales afiliadas a la IWF.

## Medallistas
| Evento | Oro                            | Plata                 | Bronce                  |
| ------ | ------------------------------ | --------------------- | ----------------------- |
| 60 kg  | Daniel de Lapalud · Suiza      | Joseph Staen Francia  | Charles Cellier Francia |
| 70 kg  | Georges Lorthiois Francia      | Pierre Slosse Francia | Arthur Fessler · Suiza  |
| 80 kg  | Albert Deroubaix Francia       | Louis Vasseur Francia | Gustave Lacroix Francia |
| +80 kg | Heinrich Schneidereit Alemania | Émile Besson · Suiza  | Gustave Falleur Francia |

## Medallero
| Núm. | País     | Oro | Plata | Bronce | Total |
| ---- | -------- | --- | ----- | ------ | ----- |
| 1    | Francia  | 2   | 3     | 3      | 8     |
| 2    | Suiza    | 1   | 1     | 1      | 3     |
| 3    | Alemania | 1   | 0     | 0      | 1     |
|      | TOTAL    | 4   | 4     | 4      | 12    |